# La Fontelaye
La Fontelaye est une commune française située dans le département de la Seine-Maritime en région Normandie.

## Géographie

### Localisation
| Lindebeuf | Imbleville    |              |
| Vibeuf    | La Fontelaye  | Val-de-Saâne |
|           | Bourdainville |              |

### Hydrographie
La commune est située dans le bassin Seine-Normandie. Elle est drainée par la Saâne,.
La Saâne, d'une longueur de 40 km, prend sa source dans la commune de Yerville et se jette  dans la Mancheen limite des communes d'Sainte-Marguerite-sur-Mer et de Quiberville-sur-Mer, après avoir traversé 24 communes. Les caractéristiques hydrologiques de la Saâne sont données par la station hydrologique située sur la commune de Val-de-Saâne. Le débit moyen mensuel est de 0,464 m3/s. Le débit moyen journalier maximum est de 7,51 m3/s, atteint lors de la crue du 26 décembre 1999. Le débit instantané maximal est quant à lui de 21,5 m3/s, atteint le même jour.

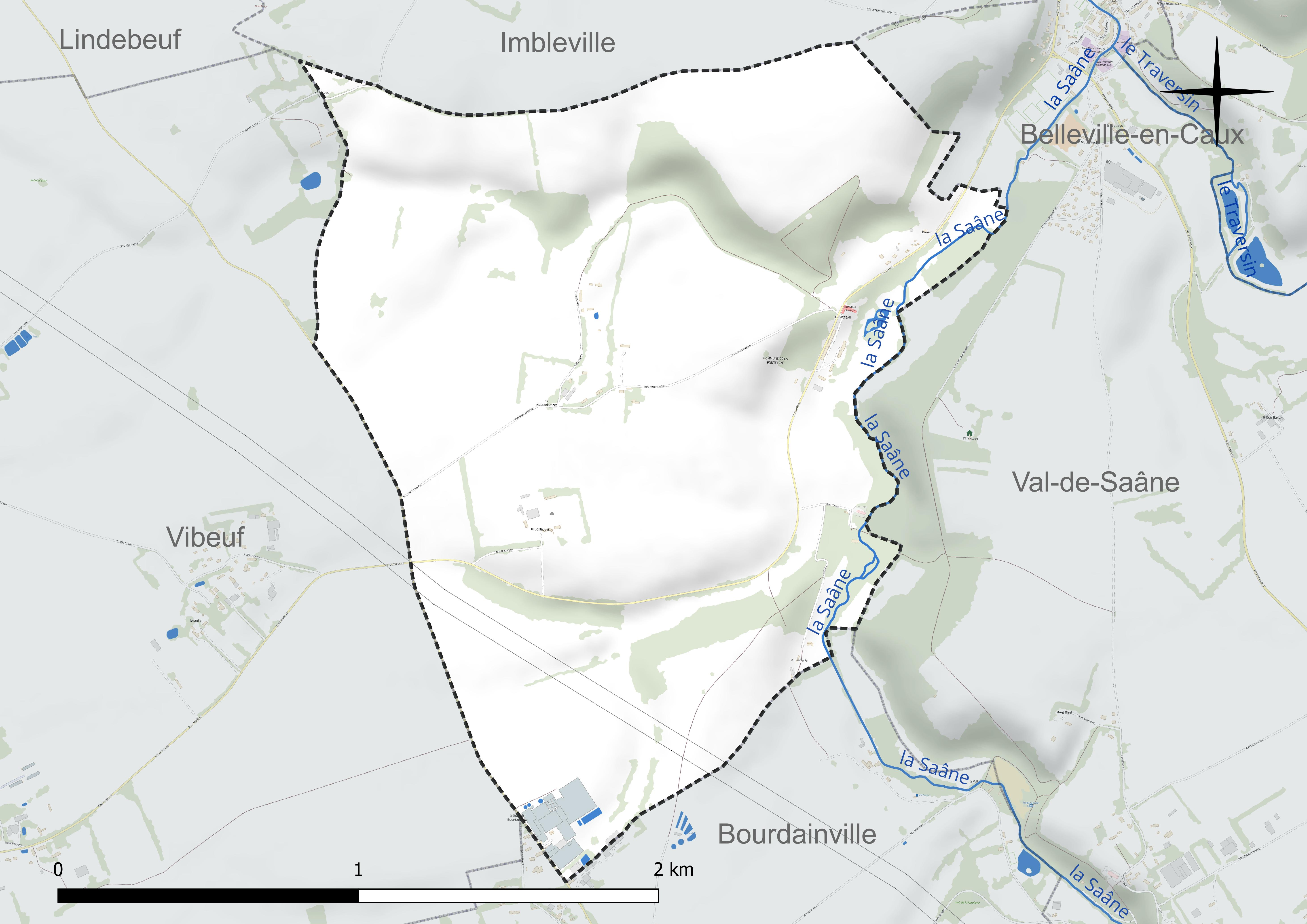
Réseau hydrographique de la Fontelaye.

### Climat
Pour des articles plus généraux, voir Climat de la Normandie et Climat de la Seine-Maritime.
En 2010, le climat de la commune est de type climat océanique altéré, selon une étude du CNRS s'appuyant sur une série de données couvrant la période 1971-2000. En 2020, Météo-France publie une typologie des climats de la France métropolitaine dans laquelle la commune est exposée à un climat océanique et est dans la région climatique Côtes de la Manche orientale, caractérisée par un faible ensoleillement (1 550 h/an) ; forte humidité de l’air (plus de 20 h/jour avec humidité relative > 80 % en hiver), vents forts fréquents. Parallèlement le GIEC normand, un groupe régional d’experts sur le climat, différencie quant à lui, dans une étude de 2020, trois grands types de climats pour la région Normandie, nuancés à une échelle plus fine par les facteurs géographiques locaux. La commune est, selon ce zonage, exposée à un « climat maritime », correspondant au Pays de Caux, frais, humide et pluvieux, légèrement plus frais que dans le Cotentin.
Pour la période 1971-2000, la température annuelle moyenne est de 10,3 °C, avec une amplitude thermique annuelle de 13,5 °C. Le cumul annuel moyen de précipitations est de 899 mm, avec 13,3 jours de précipitations en janvier et 8,6 jours en juillet. Pour la période 1991-2020, la température moyenne annuelle observée sur la station météorologique la plus proche, située sur la commune d'Ectot-lès-Baons à 12 km à vol d'oiseau, est de 10,8 °C et le cumul annuel moyen de précipitations est de 905,5 mm,. Pour l'avenir, les paramètres climatiques de la commune estimés pour 2050 selon différents scénarios d'émission de gaz à effet de serre sont consultables sur un site dédié publié par Météo-France en novembre 2022.

## Urbanisme

### Typologie
Au 1er janvier 2024, La Fontelaye est catégorisée commune rurale à habitat très dispersé, selon la nouvelle grille communale de densité à sept niveaux définie par l'Insee en 2022.
Elle est située hors unité urbaine. Par ailleurs la commune fait partie de l'aire d'attraction de Rouen, dont elle est une commune de la couronne,. Cette aire, qui regroupe 317 communes, est catégorisée dans les aires de 200 000 à moins de 700 000 habitants,.

### Occupation des sols
L'occupation des sols de la commune, telle qu'elle ressort de la base de données européenne d’occupation biophysique des sols Corine Land Cover (CLC), est marquée par l'importance des territoires agricoles (83,6 % en 2018), en diminution par rapport à 1990 (85 %). La répartition détaillée en 2018 est la suivante : 
terres arables (66,9 %), prairies (16,8 %), forêts (15 %), zones urbanisées (1,4 %). L'évolution de l’occupation des sols de la commune et de ses infrastructures peut être observée sur les différentes représentations cartographiques du territoire : la carte de Cassini (XVIIIe siècle), la carte d'état-major (1820-1866) et les cartes ou photos aériennes de l'IGN pour la période actuelle (1950 à aujourd'hui).

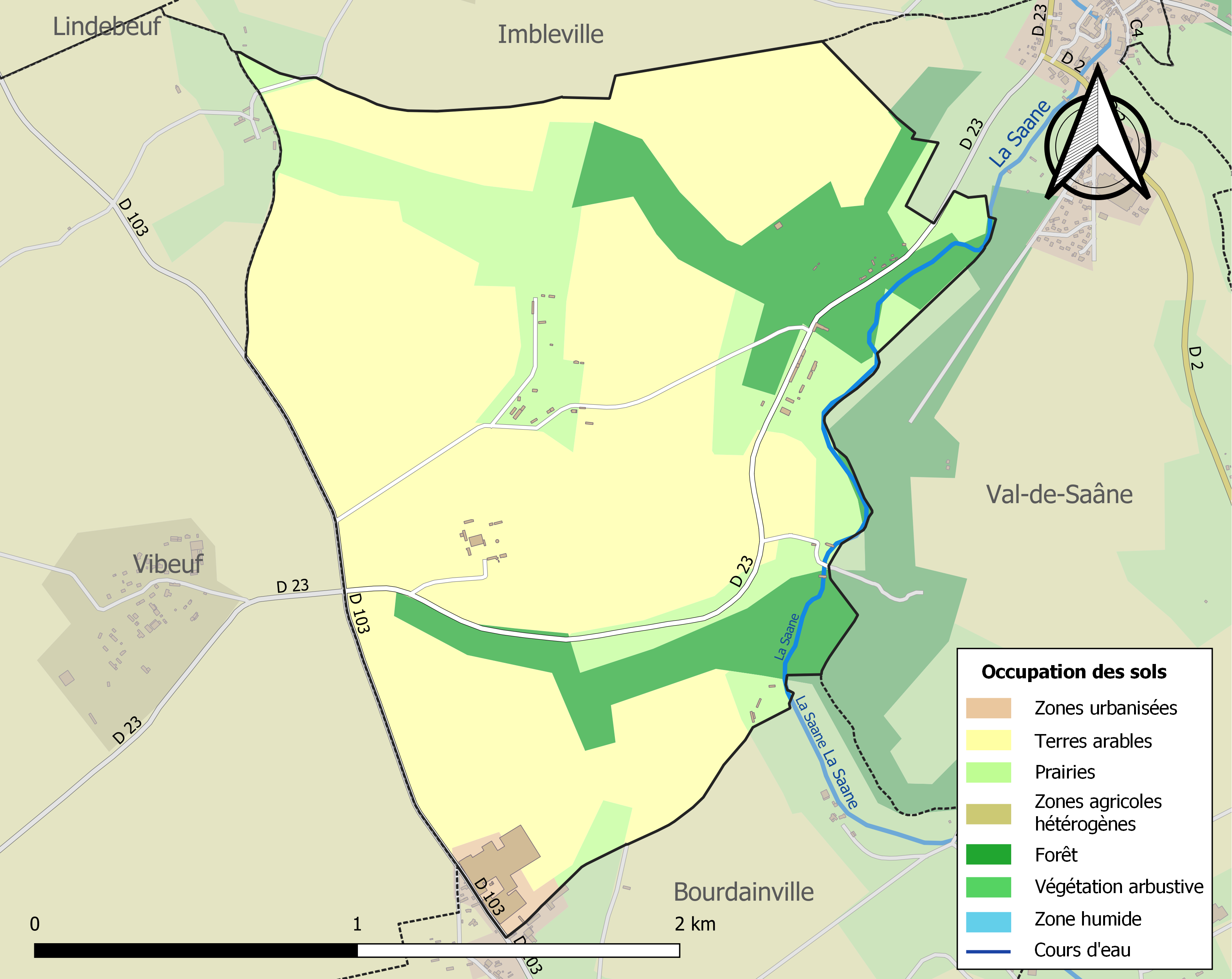
Carte des infrastructures et de l'occupation des sols de la commune en 2018 (CLC).

## Toponymie
Le nom de la localité est attesté sous la forme la Fontelee en 1232.
La Fontelaye est un dérivé de foutel « petit hêtre » en ancien français, associé à un suffixe de présence -aye (moderne -aie cf. hêtraie), et qu’il faut donc comprendre comme étant l’« endroit où il y a des petits hêtres ».

## Politique et administration
| Période                                  | Période                    | Identité                                      | Étiquette | Qualité |
| ---------------------------------------- | -------------------------- | --------------------------------------------- | --------- | --- |
| Les données manquantes sont à compléter. |                            |                                               |           | |
| 1902                                     |                            | Beaudouin                                     |           | |
| Les données manquantes sont à compléter. |                            |                                               |           | |
|                                          | 1945                       | René Le Prévost de la Moissonnière            |           | |
| 1945                                     | mars 2008                  | Philippe Le Prévost de la Moissonnière-Cauvin | DVD       | Fils du précédent Retraité Chevalier de la Légion d'honneur                                                                                            |
| mars 2008                                | En cours (au 10 août 2020) | Caroline Dupuy                                |           | Fille de Philippe de la Moissonnière Chercheuse en médecine puis agricultrice Chevalière de l'Ordre national du mérite Réélue pour le mandat 2020-2026 |

Selon l'AFP, Philippe de la Moissonnière-Cauvin était, en 2008, à 89 ans, le doyen des maires français. Il achevait son 10e mandat et avait été élu pour la première fois en 1945.

## Démographie
L'évolution du nombre d'habitants est connue à travers les recensements de la population effectués dans la commune depuis 1793. Pour les communes de moins de 10 000 habitants, une enquête de recensement portant sur toute la population est réalisée tous les cinq ans, les populations de référence des années intermédiaires étant quant à elles estimées par interpolation ou extrapolation. Pour la commune, le premier recensement exhaustif entrant dans le cadre du nouveau dispositif a été réalisé en 2004.

En 2022, la commune comptait 24 habitants, en évolution de −25 % par rapport à 2016 (Seine-Maritime : +0,35 %, France hors Mayotte : +2,11 %).
| 1793 | 1800 | 1806 | 1821 | 1831 | 1836 | 1841 | 1846 | 1851 |
| ---- | ---- | ---- | ---- | ---- | ---- | ---- | ---- | ---- |
| 192  | 139  | 149  | 166  | 173  | 183  | 151  | 152  | 139  |

| 1856 | 1861 | 1866 | 1872 | 1876 | 1881 | 1886 | 1891 | 1896 |
| ---- | ---- | ---- | ---- | ---- | ---- | ---- | ---- | ---- |
| 134  | 143  | 141  | 117  | 120  | 104  | 90   | 77   | 87   |

| 1901 | 1906 | 1911 | 1921 | 1926 | 1931 | 1936 | 1946 | 1954 |
| ---- | ---- | ---- | ---- | ---- | ---- | ---- | ---- | ---- |
| 92   | 94   | 76   | 74   | 82   | 82   | 85   | 73   | 45   |

| 1962 | 1968 | 1975 | 1982 | 1990 | 1999 | 2004 | 2006 | 2009 |
| ---- | ---- | ---- | ---- | ---- | ---- | ---- | ---- | ---- |
| 40   | 51   | 44   | 38   | 39   | 40   | 34   | 34   | 32   |

| 2014 | 2019 | 2022 | - | - | - | - | - | - |
| ---- | ---- | ---- | - | - | - | - | - | - |
| 35   | 28   | 24   | - | - | - | - | - | - |

## Culture locale et patrimoine

### Lieux et monuments
- Église Saint-Martin (XVIe siècle) : marques visibles (litre funéraire) de la seigneurie des Dumont de Bostaquet, famille protestante émigrée aux Pays-Bas après l'abrogation de l'édit de Nantes[26].
- Château de la Fontelaye (reconstruction de 1627)[26].

### Personnalités liées à la commune
- Philippe de la Moissonnière-Cauvin, mort en octobre 2009 à l'âge de 89 ans[27], fut maire de ce petit village pendant 63 ans. Élu pour la première fois en 1945, il est réélu conseiller municipal en 2008 avec 100 % des suffrages mais a laissé l'écharpe de maire à sa fille. Il était le doyen des maires français.